# Podskrajnik
Podskrajnik este o localitate din comuna Cerknica, Slovenia, cu o populație de 54 de locuitori.